# Madrid Club de Fútbol Femenino
Il Madrid Club de Fútbol Femenino, indicato anche come Madrid CFF, è una squadra di calcio femminile spagnola con sede nella città di San Sebastián de los Reyes, centro abitato situato nella comunità autonoma di Madrid.
Il migliore risultato ottenuto in campionato è il decimo posto in Primera División Femenina de España, primo livello del campionato spagnolo, conquistato al termine della stagione d'esordio, la 2017-2018.

## Palmarès
- Campionato spagnolo di seconda divisione: 2

2014-2015, 2016-2017

## Organico

### Rosa 2022-2023
Rosa, ruoli e numeri di maglia come dal sito Liga.com, aggiornati al 7 ottobre 2022.
| N. |                          | Ruolo | Calciatrice            |
| -- | ------------------------ | ----- | ---------------------- |
| 1  | Spagna (bandiera)        | P     | Paola Ulloa (capitano) |
| 5  | Brasile (bandiera)       | D     | Mônica Hickmann        |
| 7  | Spagna (bandiera)        | A     | Laura Domínguez        |
| 8  | Cile (bandiera)          | C     | Karen Araya            |
| 9  | Cina (bandiera)          | A     | Tang Jiali             |
| 9  | Brasile (bandiera)       | A     | Gabi Nunes             |
| 11 | Argentina (bandiera)     | C     | Florencia Bonsegundo   |
| 13 | Spagna (bandiera)        | P     | Natalia Expósito       |
| 16 | Spagna (bandiera)        | C     | Itziar Pinillos        |
| 17 | Corea del Sud (bandiera) | C     | Lee Young-ju           |
| 19 | Spagna (bandiera)        | D     | Ruth Álvarez           |
| 20 | Brasile (bandiera)       | D     | Lauren Costa           |
| 20 | Spagna (bandiera)        | D     | Ana González           |
| 21 | Spagna (bandiera)        | C     | Estela Fernández       |
| 22 | Brasile (bandiera)       | C     | Desy Godoy             |
| 22 | Zambia (bandiera)        | A     | Grace Chanda           |
| 24 | Guatemala (bandiera)     | P     | Sabrina Botrán         |
| 26 | Spagna (bandiera)        | A     | Lucía Pardo            |

| N. |                      | Ruolo | Calciatrice             |
| -- | -------------------- | ----- | ----------------------- |
| 27 | Spagna (bandiera)    | C     | Marina Rivas            |
| 27 | Spagna (bandiera)    | P     | Claudia Diaz            |
| 28 | Spagna (bandiera)    | C     | Cristina Librán         |
| 29 | Spagna (bandiera)    | A     | Alba Ruiz               |
| 30 | Spagna (bandiera)    | D     | Lucía Suárez            |
| 33 | Spagna (bandiera)    | C     | Julia Hernández         |
| 39 | Spagna (bandiera)    | A     | Ines De Lope            |
| 41 | Spagna (bandiera)    | P     | Laia López de la Morena |
| 44 | Spagna (bandiera)    | D     | Natalia Serrano         |
|    | Argentina (bandiera) | D     | Aldana Cometti          |
|    | Nigeria (bandiera)   | D     | Chidinma Okeke          |
|    | Spagna (bandiera)    | D     | Carmen Repullo          |
|    | Spagna (bandiera)    | C     | Mari Carmen García      |
|    | Spagna (bandiera)    | C     | Aída Esteve             |
|    | Spagna (bandiera)    | C     | Sara Ronzero            |
|    | Spagna (bandiera)    | C     | Sandra Villafañe        |
|    | Zambia (bandiera)    | A     | Racheal Kundananji      |

### Rosa 2021-2022
Rosa, ruoli e numeri di maglia aggiornati al 23 novembre 2021.
| N. |                      | Ruolo | Calciatrice            |
| -- | -------------------- | ----- | ---------------------- |
| 1  | Spagna (bandiera)    | P     | Paola Ulloa (capitano) |
| 3  | Brasile (bandiera)   | D     | Antônia                |
| 4  | Brasile (bandiera)   | D     | Daiane                 |
| 5  | Brasile (bandiera)   | D     | Mônica                 |
| 6  | Spagna (bandiera)    | D     | Nuria                  |
| 7  | Spagna (bandiera)    | A     | Laurita                |
| 9  | Brasile (bandiera)   | A     | Gabi Nunes             |
| 10 | Brasile (bandiera)   | A     | Kerolin                |
| 11 | Argentina (bandiera) | A     | Flor Bonsegundo        |
| 13 | Spagna (bandiera)    | P     | Natalia                |
| 14 | Spagna (bandiera)    | C     | Silvia                 |
| 16 | Spagna (bandiera)    | C     | Itziar Pinillos        |
| 17 | Nigeria (bandiera)   | D     | Chidinma Okeke         |
| 18 | Nigeria (bandiera)   | C     | Rita Chikwelu          |
| 21 | Spagna (bandiera)    | C     | Estela                 |

| N. |                      | Ruolo | Calciatrice     |
| -- | -------------------- | ----- | --------------- |
| 22 | Brasile (bandiera)   | C     | Desy            |
| 23 | Brasile (bandiera)   | A     | Geyse           |
| 24 | Guatemala (bandiera) | P     | Sabrina Botrán  |
| 26 | Spagna (bandiera)    | A     | Lucía Pardo     |
| 27 | Spagna (bandiera)    | C     | Irene           |
| 29 | Spagna (bandiera)    | A     | Irene Osorio    |
| 31 | Spagna (bandiera)    | D     | Ana Fernández   |
| 32 | Spagna (bandiera)    | A     | Alba Ruiz       |
| 33 | Spagna (bandiera)    | C     | Julia Hernández |
| 49 | Spagna (bandiera)    | A     | Vicky López     |
| 99 | Spagna (bandiera)    | A     | Mabel Okoye     |
|    | Spagna (bandiera)    | D     | Lucía Suárez    |
|    | Spagna (bandiera)    | C     | Paula Gutiérrez |
|    | Spagna (bandiera)    | C     | Sara Ronzero    |

### Rosa 2019-2020
Rosa, ruoli e numeri di maglia aggiornati al 29 luglio 2019.
| N. |                      | Ruolo | Calciatrice            |
| -- | -------------------- | ----- | ---------------------- |
| 1  | Spagna (bandiera)    | P     | Paola Ulloa (capitano) |
| 2  | Argentina (bandiera) | D     | Agustina Barroso       |
| 3  | Spagna (bandiera)    | D     | Anama                  |
| 6  | Spagna (bandiera)    | C     | Mari Carmen Uceda      |
| 7  | Spagna (bandiera)    | A     | Laura Domínguez        |
| 9  | Germania (bandiera)  | A     | Eunice Beckmann        |
| 10 | Spagna (bandiera)    | C     | Alba Mellado           |
| 11 | Spagna (bandiera)    | D     | Carol                  |
| 13 | Spagna (bandiera)    | D     | Patricia Gudiel        |
| 14 | Spagna (bandiera)    | A     | Laura Fernández        |

| N. |                      | Ruolo | Calciatrice        |
| -- | -------------------- | ----- | ------------------ |
| 16 | Spagna (bandiera)    | D     | Alexandra          |
| 20 | Guatemala (bandiera) | A     | Ana Lucía Martínez |
| 21 | Spagna (bandiera)    | C     | Estela             |
| 24 | Spagna (bandiera)    | C     | Silvia Rubio       |
| 25 | Spagna (bandiera)    | P     | Natalia Expósito   |
| 27 | Spagna (bandiera)    | D     | Paula              |
| 30 | Spagna (bandiera)    | P     | Yanira Ortigosa    |
| 41 | Spagna (bandiera)    | P     | Aída Escobar       |
| 42 | Spagna (bandiera)    | C     | Yasmín             |
|    | Spagna (bandiera)    | D     | Marta Turmo        |